# Hrabstwo Haralson
Hrabstwo Haralson – hrabstwo położone w amerykańskim stanie Georgia. Siedzibą władz hrabstwa jest miasteczko Buchanan. Hrabstwo utworzono 26 stycznia 1856 roku z hrabstw Carroll i Polk, a nazwa pochodzi od nazwiska Hugh Anderson Haralsona, farmera i prawnika z miasta LaGrange, w latach 1805–1854 kongresmena Stanów Zjednoczonych. Należy do obszaru metropolitalnego Atlanty.
Głównymi miejscowościami hrabstwa są Buchanan, Bremen, Tallapoosa i Waco.

## Sąsiednie hrabstwa
- Hrabstwo Polk – północ
- Hrabstwo Paulding – północny wschód
- Hrabstwo Carroll – południe
- Hrabstwo Cleburne, Alabama – zachód

## Demografia
Według spisu w 2020 roku liczy 29,9 tys. mieszkańców, w tym 90% to białe społeczności nielatynoskie. 

## Polityka
Jest najbardziej republikańskim hrabstwem w obszarze metropolitalnym Atlanty, gdzie w wyborach prezydenckich w 2020 roku, 86,5% głosów otrzymał Donald Trump i 12,6% przypadło dla Joe Bidena.

## Religia
W 2020 roku krajobraz religijny hrabstwa zdominowany jest przez społeczności protestanckie. Do innych religii należeli: mormoni (1,9%) i świadkowie Jehowy (1%). 